# Lorne Furnace

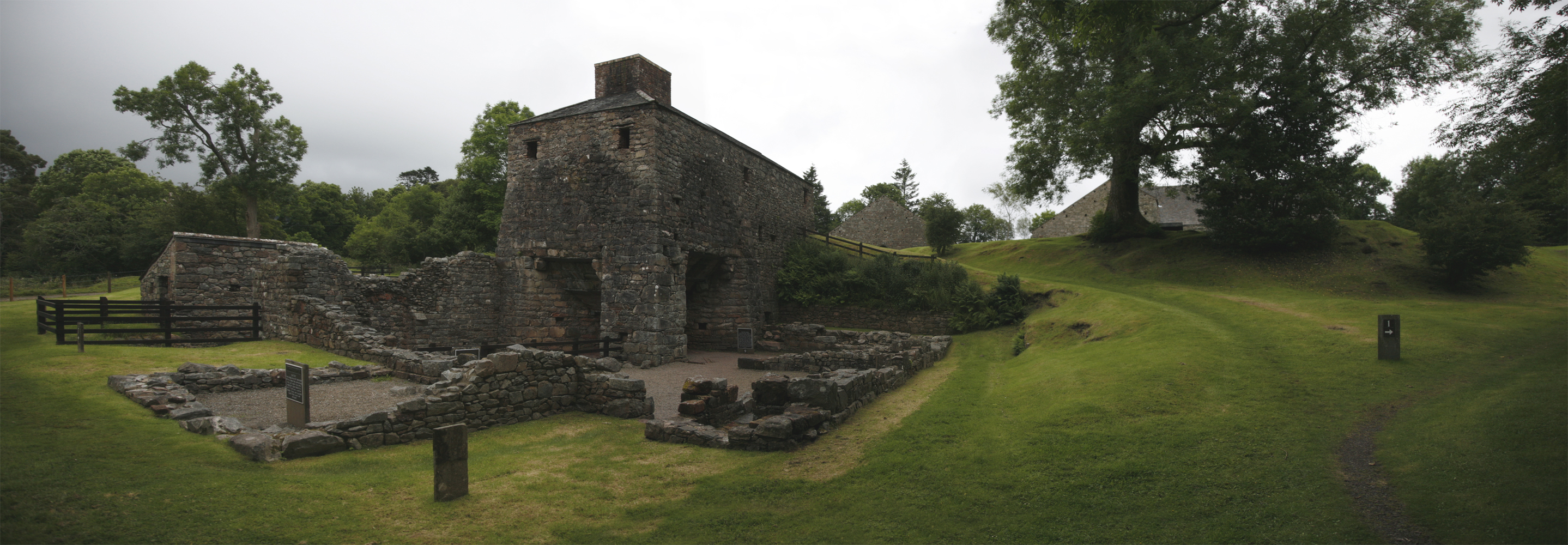
Schmelzofen

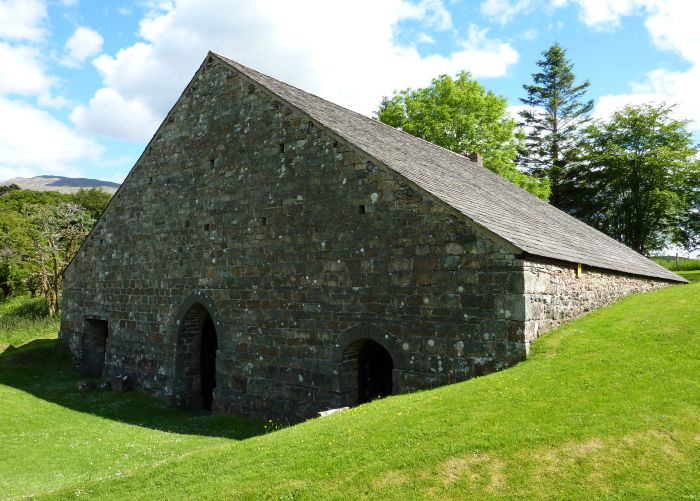
Außengebäude

Lorne Furnace, auch Bonawe Ironworks, ist ein ehemaliges Eisenwerk in der schottischen Ortschaft Taynuilt. Es liegt nahe der Küste des Meeresarms Loch Etive an der Mündung des River Awe in der Council Area Argyll and Bute.

## Geschichte
Das Eisenwerk wurde in den Jahren 1752 und 1753 erbaut und diente der Roheisengewinnung aus Hämatit. Zur Beschaffung der benötigten Holzkohle erwarb das Unternehmen die Nutzungsrechte an den umliegenden Birkenwäldern. Zu den infrastrukturellen Einrichtungen zählten neben den werkseigenen Arbeiterwohnungen auch eine Schule und eine Kirche. Wahrscheinlich im Jahre 1874 wurde die Hütte geschlossen. Sie gilt heute als das bedeutendste Zeugnis für die frühe Eisenverhüttung in Schottland. 1971 wurde der Lorne Furnace in die schottischen Denkmallisten in der höchsten Kategorie A aufgenommen. Diese Einstufung wurde jedoch 2019 aufgehoben. Weiterhin ist die Anlage seit 1998 als Scheduled Monument klassifiziert.

## Beschreibung
Alle Gebäude wurden aus Bruchstein erbaut und schließen mit schiefergedeckten Dächern ab. Der in den Hang gebaute Schmelzofen kann ebenerdig von oben befüllt werden. Das Gebäude besitzt einen mittig angeordneten Kamin, der ein kurzes Stück über das Dach hinausragt und aus Backstein gefertigt ist. Das Lagergebäude kann durch zwei Bogentüren betreten werden. Es existieren zwei Nebengebäude für die Lagerung von Holzkohle und Hämatiterz. Die 1,5- oder 2-stöckigen Arbeiterhäuser weisen einen L-förmigen Grundriss auf und wurden aus Bruchstein gebaut. Sie sind verputzt, davon teilweise in der traditionellen Harling-Technik, und schließen mit schiefergedeckten Dächern ab.